# Stiftsgymnasium Melk
Stiftsgymnasium Melk er et privat, katolsk gymnasium i Melk, Østrig.

## Kendte studenter
- Jacobus Gallus (1550-1591), komponist
- Johann Georg Albrechtsberger (1736-1809), komponist
- Friedrich Halm (1806-1871), skribent
- August Sicard von Sicardsburg (1813-1868), arkitekt
- Carl Zeller (1842-1898), komponist
- Karl Kautsky (1854-1938), socialister
- Adolf Loos (1870-1933), arkitekt og kulturkritiker
- Albert Paris Gütersloh (1887-1973), maler
- Leopold Vietoris (1891-2002), matematiker
- Wilhelm Beiglböck (1905-1963), krigsforbrydelser
- Franz König (1905-2004), kardinal
- Josef Hader (* 1962), skuespiller